# Bamanankan jezik
Bamanankan jezik (bambara; ISO 639-3: bam), jezik naroda Bambara kojim govori 4 100 000 ljudi (2012.) u Maliju, i manjim dijelom u nekim susjednim državama; 5500 u Obali Bjelokosti (1993 SIL). U Maliju je nacionalni jezik na kojem se vode i radio-programi.
Klasificira se s jezikom jula [dyu] podskupini bamana, široj skupini mande, nigersko-kongoanska pordodica. Postoji nekoliko dijalekata: standardni bambara, somono, segou, san, beledugu, ganadugu, wasulu (wasuu, wassulunka, wassulunke) i sikasso.
Pisma: N’Ko i latinica.

## Vanjske poveznice
- Ethnologue (14th)
- Ethnologue (15th)